# NGC 5943
NGC 5943 est une galaxie lenticulaire située dans la constellation du Bouvier. Sa vitesse par rapport au fond diffus cosmologique est de 5 867 ± 7 km/s, ce qui correspond à une distance de Hubble de 86,5 ± 6,1 Mpc (∼282 millions d'al). NGC 5943 a été découverte par l'astronome français Édouard Stephan en 1884.
Selon la base de données Simbad, NGC 5943 est une galaxie LINER, c'est-à-dire une galaxie dont le noyau présente un spectre d'émission caractérisé par de larges raies d'atomes faiblement ionisés.